# (645) Agripina
(645) Agripina es un asteroide perteneciente al cinturón exterior de asteroides descubierto el 13 de septiembre de 1907 por Joel Hastings Metcalf desde el observatorio de Taunton, Estados Unidos.

## Designación y nombre
Agripina fue designado inicialmente como 1907 AG.
Posteriormente, se nombró en honor de las damas romanas Agripina la Mayor y Agripina la Menor.

## Características orbitales
Agripina orbita a una distancia media de 3,213 ua del Sol, pudiendo acercarse hasta 2,743 ua. Su excentricidad es 0,1462 y la inclinación orbital 7,043°. Emplea 2103 días en completar una órbita alrededor del Sol.